# Jean-David Chamboredon
Pour les articles homonymes, voir Chamboredon.
Jean-David Chamboredon, né le 17 mai 1963 à Paris, est un entrepreneur français, président exécutif du fonds d'investissement ISAI financé par des entrepreneurs du web et spécialisé dans l’Internet.

## Biographie
Il rejoint en 2009 le fonds ISAI dont il est le président exécutif aujourd'hui. Investisseur-membre fondateur, administrateur, vice-président puis co-président de France Digitale de 2015 à 2019. Il a également été membre de la commission financement de CroissancePlus .
Il reçoit la Légion d'Honneur en 2020.

## Prises de position
Instigateur involontaire puis porte-parole du Mouvement des Pigeons réunissant plus de 75 000 entrepreneurs en colère contre la politique fiscale en octobre 2012, il co-rédige un manifeste signé par plus de 3 000 entrepreneurs et porté au président de la République François Hollande. Ce dernier annoncera dans le cadre des premières Assises de l'entrepreneuriat en avril 2013 des aménagements significatifs de la réforme de la taxation des plus-values de cession d’entreprises objet du combat des Pigeons. Ces aménagements jugés acceptables par la communauté entrepreneuriale entreront en vigueur avec la loi de finances 2014 avec effet rétroactif sur 2013. Il met aussi en cause le caractère selon lui parfois trop redistributif des impôts.

## Publications
- Génération pigeons (avec Olivier Jay), Michalon, coll. « Document », 236 p., 1er mai 2013  (ISBN 2841866939 et 978-2841866939)